# Pestalotiopsis theae
Pestalotiopsis theae är en svampart som först beskrevs av Sawada, och fick sitt nu gällande namn av Steyaert 1949. Pestalotiopsis theae ingår i släktet Pestalotiopsis och familjen Amphisphaeriaceae.   Inga underarter finns listade i Catalogue of Life.